# Utsjoki (rivière)
La rivière Utsjoki (finnois : Utsjoki, same du Nord : Ohcejohka) est un cours d'eau de Laponie en Finlande,.

## Description

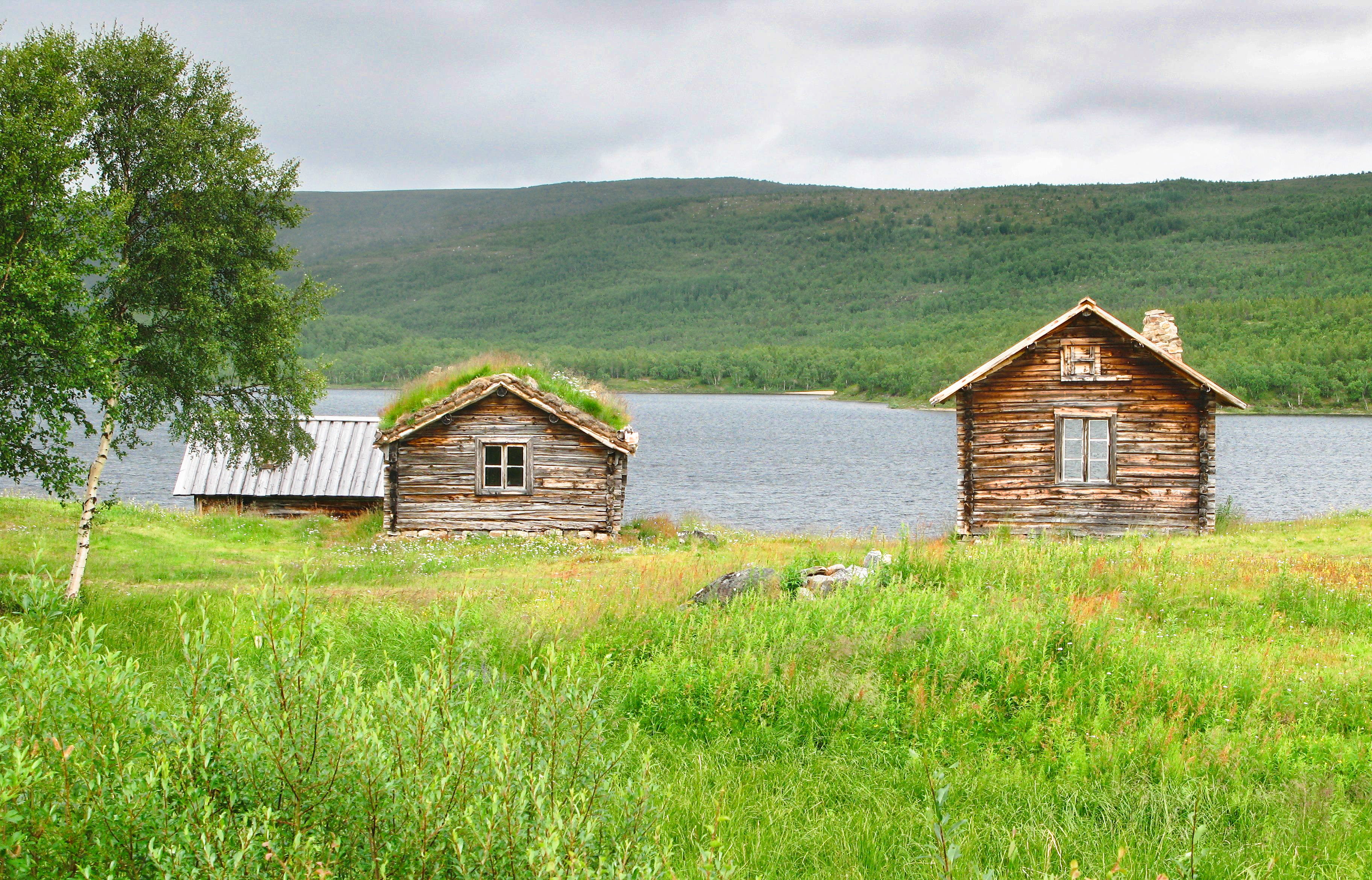
Le lac Mantojärvi.

L'Utsjoki reçoit ses eaux du lac Mierasjärvi et se jette dans le Teno à Utsjoki.
La rivière coule dans une direction sud-nord.
Le paysage traversé a un caractère de basse montagne.
Le fleuve se compose principalement de lacs longs, étroits et profonds comme le Mantojärvi et fait partie des paysages nationaux de Finlande,.